# Competència deslleial
Competència deslleial (títol original: Concorrenza sleale) és una pel·lícula ítalo-francesa dirigida per Ettore Scola, estrenada el 2001. Es va rodar en Cinecittà i alguns dels seus sets van ser utilitzats per Martin Scorsese en Gangs of New York, com Ettore Scola va dir en el llibre de Néstor Birri. Ha estat doblada al català.

## Argument
La pel·lícula està ambientada a Roma el 1938 i explica la història de dos comerciants de roba: Umberto Melchiori (Diego Abatantuono) i Leone DellaRocca (Sergio Castellitto), que tenen botigues al mateix carrer. Umberto és catòlic i ven roba a mesura, Leone és jueu i ven productes manufacturats a premis més baixos. Els dos són rivals des de fa molt temps, fins a principis de l'antisemitisme a Itàlia, quan canvia tot, començant per la seva competència.
La història té lloc durant el règim feixista dels anys 30, abastant el període de privació dels drets que van patir els jueus a Itàlia.

## Repartiment
- Diego Abatantuono: Umberto Melchiori.
- Sergio Castellitto: Leone DellaRocca.
- Gérard Depardieu: Professor Angelo.
- Antonella Attili: Giuditta DellaRocca.
- Claudio Bigagli: Commissario Collegiani.
- Elio Germà: Paolo Melchiori.
- Jean-Claude Brialy: Nonno Mattia DellaRocca.
- Claude Rich: Conte Treuberg.

## Rebuda
Premis
- Festival Internacional de Cinema de Moscou, Millor Director.
- 6 nominacions Nastro d'Argento.
- Premi David de Donatello al Millor disseny de producció.

Crítica
- "Un film imprescindible per entendre aquest convulsionat, estrany començament de mil·lenni"[3]
- "Un commovedor exemple de la competència deslleial entre la bondat i la misèria humana"[4]